# Pure Best (今井美樹のアルバム)
『Pure Best』（ピュア・ベスト）は、2001年9月27日にフォーライフ・レコードから発売された今井美樹の非公認ベスト・アルバム。規格品番: FLCF-3882。

## 解説
2001年9月27日にフォーライフ・レコードから発売された『Pure Best シリーズ』の1作で、他には杏里、泉谷しげる、坂本龍一、ZOO、中谷美紀、原田真二、RAZZ MA TAZZ、憂歌団、吉田拓郎が発売されている。
フォーライフ・レコードから発売された全シングルが収録されている。
また今作は今井初の非公認ベスト・アルバムであるが、サブスクリプションで解禁されており聴くとこができる。

## 収録曲
- 楽曲の詳細については各項目を参照されたい。

1. 黄昏のモノローグ（4:35）
2. 野性の風（4:51）
3. 静かにきたソリチュード（5:00）
4. 彼女とTIP ON DUO（3:53）
5. Boogie-Woogie Lonesome High-Heel（4:01）
6. 瞳がほほえむから（5:20）
7. PIECE OF MY WISH（5:34）
8. Blue Moon Blue（4:32）
9. Bluebird（4:51）
10. Miss You（5:56）
11. Ruby（6:09）
12. PRIDE（6:02）
13. DRIVEに連れてって（4:55）
14. 私はあなたの空になりたい（4:32）

## 関連作品
- PURE BEST (中谷美紀のアルバム)
- IMAI MIKI from 1986